# عرب الساحل الشرقي للخليج العربي

عرب الساحل الشرقي للخليج العربي أو عرب الساحل والجزر، مصطلح يشير إلى السكان الأصليين لمنطقة الساحل الشرقي للخليج العربي الواقعة حاليًا تحت سيطرة إيران، وقد هاجر جمع منهم هجرة عكسية وانتشروا في الساحل الغربي للخليج العربي حيث استقروا في الكويت والإمارات العربية المتحدة والبحرين وقطر والمنطقة الشرقية في المملكة العربية السعودية وسلطنة عمان، ويسمى قسم منهم باسم الهولة.

## الإمارات العربية على الساحل الشرقي للخليج العربي
كانت المشيخات والإمارات العربية على الساحل الشرقي - معقل العرب - للخليج العربي تابعة لسلطنة مسقط وعمان، وهي حاليأً تقع في محافظة هرمزگان في جنوب إيران.
من المؤكد أن الكثير من العرب لا يعرفون حتى اليوم أن الجانب الشرقي من الخليج العربي الذي كان يعرف بــ (الضفة الشرقية للخليج العربي)، كان موطنا للقبائل والعائلات العربية والتي كان لها فيه وجود كبير ومؤن ومراكز للعلم والتجارة، وكان يحكمه حكام عرب، وأن هذه القبائل العربية التي استوطنت هذه البقاع مئات السنين إنما هي قبائل عمانية جاءت من ساحل عمان من الجزيرة العربية، في وقت لم تكن فيه الدولة الإسلامية خاضعة للتقسيمات الجغرافية الاستعمارية.
لقد عرف العرب الذين سكنوا وعاشوا في الجانب الشرقي من الخليج مع، ويتكون عرب الساحل من قبائل عريقة تمتد على الجانب الشرقي الخليج منذ مئات السنين وحتى اليوم، رغم تصفية الحكم العربي في الساحل الشرقي بعد ظهور الدولة القاجارية التي عملت بالتواطؤ مع القوى البريطانية والبرتغالية الاستعمارية على طرد العرب من الضفة الشرقية من الخليج العربي، وتدمير مدنهم وموانئهم وتجهيرهم إلى دول الخليج المختلفة، بحكم إضعاف سلطنة مسقط وعمان والمشيخات التابعة لها في المنطقة.
لقد خلف الهولة بحكم دورهم، وعمق جذورهم وعلى امتداد الخليج العربي، تراثًا هائلًا في كل مناحي المعرفة والإدارة والقيادة، ويسجل لهم التاريخ انهم كانوا في كل مواقفهم وتوجهاتهم في خدمة الإسلام والمسلمين.
لقد أطلق الرحالة الألماني كارستن نيبور الذي عاش ما بين 1733 - 1815 على هذه القبائل ومناطقهم: (الهولة).
لقد سجّل تاريخ الخليج الكثير من موجات الهجرة بين ساحلي الخليج العربي، تارة من الساحل الغربي إلى الساحل الشرقي، وتارة من الساحل الشرقي إلى الساحل الشرقي. ومن أهم الموجات حركة الهجرة العربية التي رافقت الفتوحات الإسلامية نحو الساحل الشرقي أو شيبكوه و«شيبكوه» كلمة فارسية معناها (انحدار من الجبل) أو (منحدر الجبل) وكلمة: (شيب) بالفارسية تعنى «المنحدر» وكلمة: (كوه) تعني «الجبل»، (منحدر الجبل) أي «شيبكوه».
وفي الحقيقة كان الخليج عبر القرون حلقة اتصال ومعبرأً بين شاطئيه أكثر مما كان حاجزًا وعائقًا.
ولهذا قويت الروابط الاجتماعية والاقتصادية بين سكانه على كلا الشاطئين.
لقد أحدث سقوط الدولة الصفوية في إيران عام 1722 م فوضى داخلية، وترتب على ذلك ضياع نفوذ أية حكومة مركزية وفراغ سياسي على السواحل الإيرانية في الخليج.
وقد أدى هذا الموقف إلى جانب توفر عوامل أخرى داخلية في شرقي الجزيرة العربية إلى قيام هجرة عربية واسعة من ساحل عمان نحو الساحل الإيراني في الخليج.
واستمرت هذه الهجرة طوال القرن الثامن عشر. ولا بد لنا هنا من دراسة لطبيعة الساحل الإيراني الذي توجهت اليه القبائل العربية في تلك الفترة.
يمتد هذا الساحل مسافة تقرب من ثمانمائة كيلومتر من مدينة بوشهر إلى مدينة بندر عباس، ويفصل الساحل سلسلة جبال زاجرس العالية عن بقية أجزاء الهضبة الإيرانية الداخلية.
وترتفع سلسلة جبال زاجرس عن سطح البحر في هذه المنطقة ما بين 1000 إلى 2500 مترًا. ولا يوجد في هذه الجبال إلا ثلاث ممرات فقط تصل الساحل بالهضبة الإيرانية الداخلية وهي:
- أ ـ ممر من ميناء بوشهر إلى مدينة شيراز.
- ب ـ ممر من مدينة بندر لنجة إلى مدينة لار.
- ج ـ طريق من بندر عباس إلى مدينة كرمان.

نتحدث في هذا المؤلف عن ممر (ب) والتي تقع فيها (مدينة لنجة) وشيبكوه على الساحل الشرقي للخليج العربي حيث إمارات عرب الساحل الشرقي.
تبعد مدينة لنجة عن مدينة لار 280 كيلومترًا، وعن مدينة بستك 170 كيلومترًا، وعن مدينة بندر عباس 192 كيلومترًا، وعن مدينة بوشهر 420 كيلومترًا، وتقع في محافظة هرمزگان في إقليم شيبكوه على الساحل.
ويضم الساحل كثيرًا من القرى والمدن الصغيرة التي تحيط بها أحواض النخيل. كما يضم عددًا من القرى المتوسطة ذات القلاع الحصينة. وتضم هذه المنطقة «سهل جفر مسلم» الواسع، وصحراء مهركان الملحية، وسهل لاوردين وادٍ داخلي تجود فيه الزراعة، ويقع بين هذه السلسلة من الجبال وكتلة نادردُون المرتفعة.
ويمتد ممر (ب) من مدينة بندر لنجة إلى مدينة لار مسافة 280 كيلومترًا، وتقع على طول هذا الممر عدد كبير من القرى الصغيرة والكبيرة هنا وهناك.
وسكان هذه المناطق من أصول عربية ويدينون بالإسلام وعلى مذهب الإمام محمد إدريس الشافعي.
وقد عاشت القبائل العربية المهاجرة إلى الساحل الإيراني في عزلة عن بقية سكان إيران فوق الهضبة العالية، ولم يكن هذا لأسباب جغرافية فحسب، بل لأسباب دينية أيضًا إذ يعتنق عرب وفرس الساحل الإيراني المذهب السني، بينما يعتنق سكان إيران بصفة عامة المذهب الشيعي الإثنى عشري.
وقد قدم نيبور (nibuhr) الرحالة الألماني الذي زار الخليج عام 1765 م وصفًا حيًا للمدن والقرى التي قطنتها القبائل العربية التي استقرت آنذاك على الساحل الإيراني، وكانت قبيلة القواسم تحكم مدينة بندر لنجة وما جاورها، وقبيلة قبيلة المرازيق تحكم منطقة مغوه وتوابعها.
وقد أطلق كارستن نيبور على القبائل التي سيطرت على الساحل الإيراني اسم الهولة. ولعل هذا يعني العرب المتحولة ولاحقا أطلقت هذه التسمية على الفرس السنة الذين هاجروا من الساحل الشرقي إلى بلدان الخليج العربية المعاصرة لأسباب اقتصادية.
وقد أشار نيبور إلى أن العرب وأغلب الفرس الإيرانيين المستقرين على طول الساحل يدينون بالمذهب السني. وقد أكد ذلك المؤرخ (لوريمر). وقد كانت المفاهيم السياسية لدى العرب والإيرانيين في أواخر القرن التاسع عشر مفاهيم يغلب عليها الطابع الديني والولاء للمذهب أكثر مما هي ولاء قومي وعرقي.
لهذا توسعت علاقات العرب السنة على الساحل الإيراني مع جماعتهم الأصلية على الساحل العربي.
كما كان عرب الساحل الإيراني يرتبطون اقتصاديًا واجتماعيًا بعائلاتهم وقبائلهم المقيمة في ساحل عمان بالجزيرة العربية.
لهذا ازدهرت مدينة لنجة في أواسط القرن التاسع عشر كميناء رئيسي لسد حاجيات ساحل عمان. كما أصبحت سوقًا مزدهرة لتجارة اللؤلؤ.
وتوسعت الروابط الثقافية والدينية بين ساحلي الخليج وذلك على عدد من المعلمين والأساتذة الذين تلقوا دراستهم الدينية في مدارس بندر لنجة ودار العلم كوهيج وكجویه، التي يمولها التجار السنة الأثرياء، والذين قدموا إلى بعض إمارات الساحل المتصالح للتعليم فيها، وقد نبغ في هذه المدارس في لنجة أسماء لامعة من العلماء، ومن بينهم العلامة الشيخ ملا محمد علي الكوخردي، الذي درس في لنجة ثم التحق بجامعة الأزهر الشريف في مصر وتخرج منها، وهو أول فارسي كوخردى تخرج من جامعة الأزهر، ثم أنشأ مدرسة دينية في كوخرد وعلم الناس حتى وافته المنية في عام 1345 للهجرة.

### إمارة القواسم
- إمارة القواسم: (القاسمي): هم عرب انتقل فخذ من القواسم والذين ينتمون إلى قبيلة عبس ومقرهم جنوب العراق بسبب زحف المغول على العراق إلى منطقة عمان وبعدها استقروا في منطقة «رأس الخيمة» المعروفة آنذاك باسم «جلفار»، وفي عام 1169 هـ هاجر فخذ من القواسم برئاسة الشيخ صقر القاسمي إلى الضفة الشرقية للخليج واتخذوا قرية بستانه مقرًا لهم، وبعد سنة تفرق القواسم إلى ثلاث مجموعات الأولى سكنت «كافرغان» والثاني في «مدينة لنجة» ويرأسها الشيخ صقر القاسمي، والثالثة استقرت في جزيرة «قشم» برئاسة الشيخ راشد القاسمي.

### إمارة المرازيق
- إمارة المرازيق: (المرزوقي): عرب من بادية الجزيرة العربية منطقة نجد، فرع من آل بوسليمان، ينتمون إلى قبيلة «العجمان» من سلالة: (نشوان بن مرزوق بن علی بن هشام، بطن من یام)، يرجع نسبهم إلى همدان، وهم البدو والرحل المتنقلون وراء الماء والكلأ. فقد هجروا الجزيرة العربية عن طريق ساحل عمان واستقروا في الضفة الشرقية للخليج. ينتسب المرازيق إلى مطر بن راشد بن سليمان بن مساوي بن نشوان بن حدجة بن مرزوق بن علي«عجيم» بن هشام بن الغز بن مذكر«مذكو» بن يام ابن دافع بن مالك بن جشم بن حاشد بن جشم بن جنوان بن نوف بن همدان بن مالك بن زيد بن أوثلة بن ربيعة بن الخيار بن مالك بن زيد بن كهلان بن سبا بن يشجب بن يعرب بن قحطان.

### إمارة آل علي
- إمارة آل علي: وهم عرب من بطن قبيلة سبيع التي تسكن نجد وانتقلوا إلى الضفة الشرقية للخليج «شيبكوه» عن طريق القطيف وينتمي جزء منهم إلى عمرو بن سبيع. واتخذ آل علي مكانا يعرف الآن باسم «رأس بستانه» مقرًا لهم بعد انتقالهم إلى الضفة الشرقية للخليج ومنه انتقلوا إلى قرية «دوان الشرقية» ومنها إلى قرية «بندر جارك» على ساحل البحر.

==

### إمارة آل نصوري
- إمارة آل نصوري: وهم عرب من بطن (الجبور) وينتمون إلى قبيلة بني خالد، سكنوا الأحساء وكان يرأسهم عند هجرتهم إلى الضفة الشرقية للخليج الشيخ خالد بن مهنا الجبري واستقروا في قرية «لكلانده».

### إمارة آل حرم
- إمارة آل حرم: (الحرمي): وهم يعودون إلى عشيرة (راضية) في جزيرة العرب وسبب تسميتهم بآل الحرم ذلك لأنهم كانوا من سكان الحرم المكي وكانت هجرتهم إلى الضفة الشرقية للخليج بسبب خلاف وقع بينهم وبين قبيلة ثقيف، واتخذوا قرية «حالة نابند» مقرًا لهم وكان برفقتهم في الهجرة بنو تميم وبنو مالك فاستقروا في قرية «جاه مبارك» واستقر بنو مالك في قرية «الجزة» وكانت هجرتهم عام 1061 الهجري.

### إمارة الحمادي
- إمارة الحمادي: (بنو حماد): من القبائل العربية التي انتقلت إلى الضفة الشرقية للخليج «شيبكوه» وتعني (منحدر الجبل) وهو سهل ساحلي على امتداد شاطئ الخليج العربي، وكانوا يدعون سابقًا «آل حميدي» نسبة إلى كبيرهم حمد بن حميد وهم بطن من الحميديين بالجزيرة العربية ينتمون إلى «جذام» انتقلوا إلى خور العديد جنوب قطر في عام 1543 وسكن قسم منهم «العديد» إلى جوار «العبادلة» الذين سكنوا المنطقة عام 1524 م وعن طريق «رأس أبو عبود» انتقلوا إلى المنطقة على إثر خلاف مع العبادل وسكنوها في «الأبديات» وكان يرافقهم جمع كبير من أشتات القبائل برئاسة حاتم بن حمود وسمي هذا الجمع بالبدو ثم انتقلوا إلى قرية «الجزة» و«المجاحيل وسكن البدو قرية «نخيلوه».

### إمارة بني بشر
- إمارة بني بشر: وهم ينتمون إلى قبيلة (آل مرة) وقد انتقلوا من جزيرة العرب بصحبة آل علي، إلى الضفة الشرقية للخليج العربي وكان نزولهم في مكان يُدعى «رأس بستانه» ومنها انتقوا إلى قرية طاحونه (تاونه).

### إمارة الدواسر
- إمارة الدواسر: انتقل من الجزيرة العربية إلى الضفة الشرقية للخليج العربي فخذ من أفخاذ الدواسر وكانوا برئاسة مبارك بن محمد الدوسري من وادي الدواسر واستقروا في قرية نخيلوه، وقد انضموا إلى قبيلة بني حماد أيام حكم الشيخ علاق الحمادي.

### إمارة آل كنده
- إمارة آل كنده: (الكندي): وكنده هي قبيلة عربية كبيرة هاجرت من جزيرة العرب إلى (الضفة الشرقية للخليج العربي)، واسم كنده هو ثور بن عفير بن عدي بن الحارث بن يشجب ابن يعرب بن قحطان، وسمي بكنده لأنه كند أباه أي كفر بنعمته، وكنده هذا ابن أخ جذام ولخم وبلاده باليمن وكان لهم ملك بالحجاز واليمن ومنهم الصحابي الجليل «امرؤ القيس بن عباس الكندي».

### إمارة العباسيين
- إمارة بستك العباسية، هذه الإمارة تقع إلى الداخل وبعيدًا عن البحر، وليست من موضوع الإمارات الساحل، ولكن يحسن أن نتكلم عنها بإيجاز. وكانت تحكم في السابق من قبل عوائل عباسية شريفة من ذرية الخلفاء العباسيين، وكانوا قد وفدوا من بغداد إلى هذه المنطقة بعد النكبة التي أحدثها هولاكو، ويسمى كبيرهم الذي يحكم: (الخان) ويجمعها الناس فيقولون:(الخوانين). وقد أخرجت هذه الإمارة رجالًا من الأفذاذ لهم الاسم الحسن والذكر الجميل، ومن أشهرهم الشيخ مصطفى بن عبد اللطيف العباسي القرشي وكانت له تجارة واسعة في مومباي بالهند، وباكستان، والبحرين، ودبي.

### جغرافية الضفة الشرقية للخليج العربي
- تقع المنطقة بين دائرتي عرض 26 جنوبًا، و28 شمالًا، وبين خطي طول 53 غربًا، و56 شرقًا. تبلغ مسافة المنطقة من الغرب إلى الشرق 426 كيلومترًا، وتتراوح المسافة من الشمال إلى الجنوب ما بين 40 إلى 50 كيلومترًا من وسط المنطقة، و2 كيلومترًا في شرقها، و5 كيلومترات في غربها، أما المساحة الإجمالية للمنطقة فتبلغ 6414 كيلومترًا مربعًا تقريبًا.

## قبائل عرب الساحل الشرقي
ينقسم عرب الساحل الشرقي للخليج العربي إلى قبائل عربية عديدة، منها:
- القواسم
- العبادلة
- المرازيق
- آل علي
- الحواسنة
- الدواسر
- آل مرة
- المناصير
- آل حرم
- بنو حماد
- بني بشر
- العباسيين
- الصباح
- المكتومي

## الخلط بين عرب الساحل الشرقي وعرب عربستان (الأهواز) والكنادرة

### عرب الأهواز
عربستان (الأهواز) هي إمارة مجاورة للكويت والبصرة وسكانها من العرب الشيعة التي ضُمت لإيران قبل 100 سنة، وكان آخر حكامها هو الشيخ خزعل الكعبي وتقع هذه الإمارة بين البصرة وبندر الديلم وهي إمارة مستقلة سابقا قبل ضمها لإيران وسكان هذه الإمارة (الأهواز) ليس لهم أي علاقة أو اتصال تاريخي بعرب الساحل الشرقي الذين يسكنون من بندر لنجة إلى كَون الذين يسمون عرب الساحل الشرقي وعرب الجزر وكانت مشيخاتهم تابعة لسلطنة مسقط وعمان ولا تطلق عليهم تسمية «عرب الأهواز» وكذلك عرب منطقة بوشهر لا تطلق عليهم هذه التسمية.

## الفحوصات الجينية
ينتشر بين عرب الساحل الشرقي السلالة الجينية T بنسبة 50% وهي السلالة منتشرة أيضا بين قبائل المناصير والمرر والمزاريع في الإمارات العربية المتحدة وآل خليفة حكام البحرين وآل الصُباح حكّام الكويت.

## وصلات خارجية
1. الموقع الرسمي للجزر نسخة محفوظة 14 مايو 2019 على موقع واي باك مشين.
2. لرواية الكاملة لاحتلال الجزر الإماراتية الثلاث

- الجزر الإماراتية المحتلة
- عرب الهولة: تاريخ العرب المجيد في جنوب إيران
- احتفالات عرب الجزر والساحل الشرقي
- وثائقي عن عرب الساحل الشرقي للخليج العربي